# Autocine

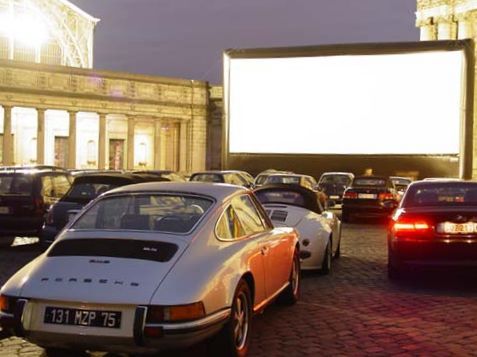
Autocine con pantalla inflable "AIRSCREEN".

Un autocine (también denominado autocinema) es una forma de cine que consta de una gran pantalla al aire libre, un proyector, un puesto de venta y una amplia zona de aparcamiento para coches. La pantalla puede ser tan simple como una pared pintada de blanca o mas compleja, como una estructura de acero.
En esta zona, los clientes pueden ver las películas desde la intimidad y la comodidad de sus coches. Algunos autocines tienen pequeñas zonas de juego para los niños y algunas mesas o bancos de picnic. Otros incluso fueron más lejos añadiendo carreteras en miniatura y carruseles, y campos de minigolf. También dispone de hamacas y asientos en el interior en el área del bar. Debido al carácter al aire libre del visionado de películas en el autocine, suelen ser proyectadas durante las tardes o las noches cuando está suficientemente oscuro para ver la pantalla adecuadamente.
Originalmente, el sonido de la película se proporcionaba mediante altavoces en la pantalla y, más tarde, mediante altavoces individuales colgados de la ventanilla de cada coche, que se sujetaban con un cable. Estos sistemas fueron sustituidos por el método más práctico de microdifusión de la banda sonora a las radios de los coches. Esto también permite que la banda sonora sea captada en estéreo por el público en los sistemas estéreo de los coches, que suelen ser de mayor calidad y fidelidad que los simples altavoces utilizados en los antiguos sistemas.

## Historia

### Orígenes (antes de 1945)
En 1915, una época en que los automóviles aún eran una lujosa novedad, se inaugura en Nuevo México el "Theatre de Guadeloupe", un cine al aire libre que también tenía disponibilidad para 40 vehículos y operó por un año. En 1921, Claude V. Caver obtuvo un permiso para proyectar películas en el centro de la ciudad de Comanche, Texas. Los espectadores estacionaban de manera muy pegada para presenciar la proyección de películas mudas desde sus vehículos. Pese a la popularidad del cine al aire libre durante al década del 20, se realizaron pocos intentos de experimentar con drive-ins debido a cuestiones de logística. 

En 1932 el magnate Richard M. Hollingshead, Jr, cuya familia poseía la R.M. Hollingshead Corporation (fabricante de artículos automotrices) en Camden, Nueva Jersey, Estados Unidos, llevó a cabo pruebas de cine al aire libre. Después de clavar una pantalla en unos árboles en su patio trasero, colocó un proyector Kodak de 1928 en el capó de su coche y puso una radio detrás de la pantalla, probando diferentes niveles de sonido con sus ventanas de coche hacia abajo y hacia arriba. Bloques debajo de los vehículos le permitieron determinar el tamaño y el espaciamiento de rampas para que desde todos los automóviles se pueda tener una visión clara de la pantalla. Hollingshead postuló por una patente el 6 de agosto de 1932, obteniendo la patente 1909537 el 16 de mayo de 1933.  

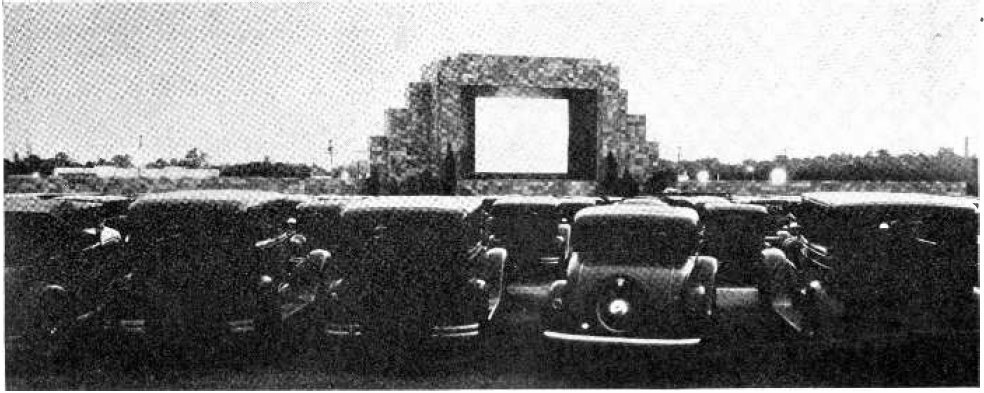
El autocine de Hollingshead en 1933.

El 6 de junio de ese año se inauguraba en Camdem el primer autocine de la historia, con un cartel que en letras gigantes, que indicaba: “Toda la familia es bienvenida, sin importar lo ruidosos que sean sus niños”. 
Existen dos versiones sobre la idea de Hollingshead: En una, éste buscaba que su madre, de elevado peso, pudiera ver una película en total comodidad, mientras que otra versión apunta a que Hollingshead buscaba únicamente impulsar el uso del automóvil y de los productos Whiz, bajo el eslogan publicitario “cada quien en su propio palco”, sin darse cuenta de que terminaría creando un nuevo negocio.
Al estreno acudieron alrededor de 600 espectadores a los que se le cobraba 25 centavos por persona y 25 centavos por vehículo. Si querías ver la película sin llevar coche, debías pagar 1 dólar. Fue una solución para muchas familias numerosas que no podían comprar las entradas para el cine, convirtiéndose además en un punto de atracción para las jóvenes parejas. En la 'Lover's Lane', la última fila, los enamorados se sumergían en sus pasiones, con la pantalla al fondo. Tenía una capacidad para 400 vehículos y una pantalla de 120 metros cuadrados. La primera película que se proyectó fue “Wives Beware” una comedia protagonizada por Adolphe Menjou y dirigida por Fred Niblo.
También se dice que el autocine fue una solución para muchas familias que veían una oportunidad de ocio asequible a sus bolsillos, siendo también un lugar donde las parejas encontraban intimidad. Es por ello que no se puede hablar del autocine sin apoyarlo en el desarrollo de dos culturas como son la del cine y la del automóvil. Antes de la Segunda Guerra Mundial ya había más de 100 repartidos por todo el país, pero su época de mayor auge fue durante la década de los 50 y principios de los 60 cuando llegó a haber abiertos 4000 autocines.

### Auge (fines de los años 40-años 1960)
Tras la Segunda Guerra Mundial, el crecimiento de la población suburbana y rural así como del parque automotriz en los Estados Unidos generaron un ambiente propicio para una explosión de la popularidad de los autocinemas, con cientos de ellos siendo construidos cada año, cada inauguración siendo un evento social importante. También empezarían a expandirse a otros países: En 1946 se inauguraría el primer autocine en Canadá, mientras que en 1948 abriría el primer drive-in en Cuba y Latinoamérica. En 1949 se inaugura el primer autocine en Venezuela, específicamente el Autocine Los Chaguaramos en el sector homónimo de la ciudad de Caracas.
La máxima popularidad del autocine en los Estados Unidos llegó a finales de 1950 y comienzos de 1960, en particular en las zonas rurales, con unos 4.000 autocines en todo el país, pasando a ser un símbolo del 'American Way of Life'. En el caso de familias con bebés o niños pequeños, el autocine les permitía cuidarlos mientras veían la película, mientras que los adolescentes con automóvil los consideraban ideales para sus citas. Con todo, los ingresos eran inferiores en comparación con los cines regulares, debido a que solamente podían proyectar películas por la noche. Hubo intentos fallidos de acondicionar espacios para proyectar en horario diurno, como enormes estructuras de forma de tiendas de campaña, pero al final nada fue posible.
En la década de 1950, la mayor privacidad que el autocine ofrecía a los clientes les dieron la reputación de ser inmorales, y fueron etiquetados como "pozos de pasión" en los medios de comunicación (a modo de chiste, se decía que 1 de cada 4 estadounidenses de la generación "baby boomer" --nacidos entre fines de la década del 40 e inicios de los 60-- fue concebido en un autocine). Durante la década de 1970, algunos de los autocines cambiaron de oferta de películas dedicadas a la familia por películas más fuertes, como una forma de compensar la disminución de clientes e ingresos. Además, durante esta década, algunos autocines comenzaron a mostrar películas pornográficas en horario no familiar con el fin de mejorar los ingresos. Esto hizo que estuviera disponible material censurado al público, incluyendo aquellos con edad no permitida para verlo. De paso, para evitar pagar su entrada individual, algunos espectadores entraban al cine escondidos en los maleteros de los vehículos.
Algunos autocines eran muy elaborados y hasta exagerados en el confort que ofrecían. Algunos proporcionan pequeños calentadores de propano, para atraer a los clientes en los meses más fríos. Otros ofrecían un sistema de calefacción o de aire acondicionado a través de conductos subterráneos, para calentar o refrescar a los clientes. Lamentablemente, con el tiempo estos ductos se convirtieron en hogar de roedores, por lo que muchas personas terminaron con el coche lleno de ratones.
Al principio se utilizaban altavoces móviles que se ubicaban en la parte delantera del autocine. Pero resultaron ineficaces porque el sonido en la parte delantera era demasiado fuerte para los espectadores, mientras que era casi imperceptible para la gente de la parte trasera. Posteriormente, se colocaron pequeños altavoces que podían ser enganchados en la parte lateral de los vehículos. Estos también tuvieron problemas con la calidad y no proporcionaban un sonido estéreo. Más tarde aún, gracias a la estandarización de los equipos estéreos en los vehículos, se comenzó a transmitir la pista de audio en frecuencia modulada, lo que mejoró notablemente el disfrute del sonido de la película.
Durante su apogeo, algunos autocines utilizaban diferentes recursos para llamar la atención y mejorar la asistencia. Estos iban desde pequeñas pistas de aterrizaje de aviones, atracciones inusuales, como un pequeño zoológico de contacto o una jaula de monos, presentaciones de actores para los estrenos de sus películas, o grupos musicales para interpretar antes del espectáculo. Algunos autocines ofrecían servicio religioso los domingos, o pagar un precio fijo por coche en las noches de poca audiencia como los miércoles. En las noches del "Buck" durante los años 1950 y 1960, el precio de la entrada era de un dólar por coche.

### Decadencia (décadas del 70 al 90)
Aunque los empresarios intentaron seguir atrayendo clientes con innovaciones como la transmisión del sonido en estéreo vía radio (hasta entonces el sonido se transmitía mediante unos altavoces que se introducían en el vehículo), los autocines iniciaron un lento declive que dura hasta hoy. En la actualidad menos de 500 operan en los Estados Unidos.
Con el tiempo, la economía de bienes raíces hizo que las áreas de grandes propiedades fueran cada vez más costosas para los autocines. La tierra se hizo demasiado valiosa para las empresas de autocines, que en la mayoría de los casos fueron de verano solamente. La adopción generalizada del horario de verano restaba una hora de tiempo al aire libre para el visionado nocturno. Entre estos cambios y la aparición de televisores en color, reproductores de video y alquiler de películas de video condujo a una fuerte disminución en la popularidad de los autocines. El negocio en sí mismo con un autocine estaba sujeto a los caprichos de la naturaleza como las inclemencias del tiempo, lo que daba lugar a menudo a cancelaciones.
Finalmente cayó en una situación casi de novedad con el puñado restante que acudían al cine con respecto al público general, nostálgicos, a pesar del éxito de los autocines en algunas áreas, como los de Lexington, Virginia; Eden, Carolina del Norte; Eau Claire, Wisconsin; Lamesa, Texas, Wichita, Kansas; Lake Elmo, Minnesota; Luverne, Minnesota, Oak Harbor, en Whidbey Island, Washington y Ohio. Muchos autocines siguen siendo reutilizados como lugares de almacenamiento, o reutilizados como espacio para mercadillos. De hecho, el autocine más grande del mundo, el Fuerte Lauderdale Swap Shop, es a la vez el mercado persa más grande del mundo.
Otro ejemplo de autocine convertido en mercadillo es Spotlight 88 en el norte de Sewickley Township, condado de Beaver, Pennsylvania, que terminó el negocio como autocine, después de que un tornado F3 destruyera gran parte de la propiedad el 31 de mayo de 1985. Como una broma tras el golpe de tornado, los propietarios pusieron en el cartel de programación Lo que el viento se llevó. Spotlight 88 sigue abierto a pesar de la competencia de los mercadillos en el área, sobre todo Rogers Comunidad Subasta y Mercadillo en Rogers, Ohio, así como la reciente apertura de Big Beaver Marketplace en las inmediaciones Big Beaver, Pennsylvania.
Sin embargo, muchos de estos sitios se están convirtiendo a los usos comerciales de mayor intensidad, como el Midway Drive-In, cerca de Federal Way, Washington.
El período más difícil fue la década que va desde 1978 a 1988 donde se apagaron cerca de 1000 pantallas, dado el crecimiento del cine por televisión.

### Resurrección y nuevos formatos (fines de los 90-década del 2000)
Entre fines de la década del '90 e inicios de la década del 2000 sobrevino una nueva oleada de aperturas en los Estados Unidos con la construcción de alrededor de 40 recintos mientras que 63 autocines clausurados fueron reabiertos, según datos de la Unión de dueños de Autocines (UDITOA, por sus siglas en inglés), que en 2006 reportó una cifra de 400 cine-cars en funcionamiento, tanto de manera regular como esporádica, el mayor número en más de tres décadas. Los estados que encabezan la lista son Ohio, Pennsylvania, Nueva York, Indiana y California, con casi 30 sitios, con capacidad promedio para 400 autos. También hubo un resurgimiento similar en Canadá y Australia.
En 2001 surgió una ola de autocinemas "Do-It-Yourself", con entusiastas del medio usando tecnología moderna como proyectores LCD y micro-transmisores de radio, ocupando diversos espacios urbanos utilizados como aparcamientos vacantes o bodegas. El primer recinto de este tipo fue el Liberation Drive-In en Oakland, California, también pionero del "guerrilla" drive-in, formato en el que grupos de individuos organizan proyecciones (en muchos casos por internet) y se reúnen en determinados lugares. El contenido de estas proyecciones ha sido frecuentemente cine independiente o experimental, películas de culto, o de otro tipo de programación alternativa, con un claro sesgo contracultural. Los autocines de guerrilla más conocidos incluyen Guerrilla Drive-In en Santa Cruz, California, MobMov en San Francisco, California, y MobMov Hollywood en Los Ángeles, California, y más recientemente Guerrilla Drive-In Victoria en Columbia Británica.
El Museo de Campanas de Historia Natural en Minneapolis, Minnesota, ha comenzado recientemente en verano "bicicines", invitando a peatones o gente en bicicleta a los terrenos, tanto para música en vivo y películas. En varias ciudades canadienses, incluyendo Toronto, Calgary, Ottawa y Halifax, películas al aire libre-proyectadas en las paredes de los edificios o las pantallas se erigen temporalmente en los parques en funcionamiento durante el verano y se dirigen a un público peatonal.

### Conversión digital (desde fines de la década del 2000)
A partir de la segunda mitad de la década del 2000, la resurrección del autocine en Estados Unidos se ha visto amenazado por diversos factores: La crisis del petróleo (2005-2007) y la Gran Recesión (2008-2012) diezmaron la rentabilidad de varios recintos, mientras que el uso reducido del automóvil y el éxodo desde zonas suburbanas y rurales hacia zonas urbanas ha afectado la concurrencia a éstos. El abandono de formatos de distribución física a digital durante la década de 2010 también ha afectado a los autocinemas debido al hecho de que se requiere una mayor potencia de iluminación debido a la contaminación lumínica. La cadena de restoranes Johnny Rockets anunció en 2013 la apertura de 200 drive-ins en conjunción con la compañía USA Drive-In dentro de los cinco años siguientes, lo cual nunca se concretó, al igual que una propuesta de Honda que hubiese beneficiado a aquellos recintos que no podían costear la transición al formato digital.
Actualmente, operan casi 300 cine-cars a nivel mundial, con un puñado de ellos ubicados fuera de Norteamérica, principalmente en Australia, pero también en Alemania, Italia, Inglaterra, España, Irlanda, México y Argentina.

### Pandemia de Covid-19 y resurgimiento del Autocine
Durante la pandemia de COVID-19, los autocines volvieron a resurgir como una alternativa a los cines convencionales y registraron un aumento inesperado de asistencia en los Estados Unidos y en varios países del mundo. Ya que, a diferencia de las salas de cines convencionales con salas interiores cerradas debido a las restricciones y el distanciamiento físico, a éstos se les permitía funcionar. Debido a ello, en muchas regiones donde el autocine ya había disminuido e inclusive desaparecido, volvieron a funcionar.

## Infraestructura
Existen dos tipos de marcas de autocines. El primer modelo es el estadounidense, en este modelo, el terreno donde se sitúan los vehículos es de carácter llano y la pantalla se eleva por encima, situándose en un punto de vista de gran altura para no interferir en las visuales desde el interior del coche.
El segundo modelo, es el modelo alemán, este modelo se caracteriza por disponer de un terreno variable que desciende hacia la pantalla, que se sitúa en la parte inferior del recinto. Cada fila de coches se sitúa a un nivel inferior que la fila de coches posterior, de este modo se garantiza una correcta visualización de la pantalla desde todas las filas.

### El Snack Bar del autocine
Al igual que con los cines convencionales, el snack bar es donde un autocine gana la mayoría de sus beneficios. Como resultado, gran parte de la promoción del autocine está orientada hacia el snack bar.
El bar de aperitivos típicos ofrece a cualquier alimento que puede ser servido con rapidez, como perros calientes, pizza, hamburguesas, palomitas, refrescos, café, chocolate, dulces y patatas fritas. Para enviar clientes a estos bares, la publicidad que se proyecta antes de la función y durante los descansos está orientada hacia este local. Ahora hay una gran fuente nostálgica: estos anuncios de bar de autocine a menudo aparecen como el baile animado perritos calientes con chili y hablando de cajas de palomitas de maíz. Estos anuncios se recogieron en 1993 en un vídeo, Folks Hey, It's Intermission Time (distribuido por Something Weird Video), y la película Grease de 1978, tiene una escena en un autocine que muestra un anuncio durante la canción "Sandy".
La apertura de la película Aqua Team Hunger Force también cuenta con una parodia de la danza de alimentos animados. La película se abre con los alimentos clásicos bailando y cantando y ofreciendo sugerencias a la audiencia, como "recuerde mantener los zapatos en todo momento." La segunda mitad de este bit es completamente diferente, con una violenta banda de heavy metal hecha de los alimentos. También ofrecen ideas sobre el comportamiento de la audiencia, con frases como "Don't talk, WATCH!" (No hables, mira la película) entre otras declaraciones.

## El automóvil en el autocine
El automóvil como artefacto que participa del autocine, resulta ser un componente imprescindible en él. Haciendo un breve repaso de su historia y haciendo hincapié en aquellos cambios o transformaciones que han generado hitos en la historia de la humanidad, es importante recalcar que el automóvil, en su diseño y expectativas a cumplir, no se le ha exigido ni ha sufrido ningún cambio derivado de su participación activa en el Autocine. Los cambios han existido en paralelo: mejoras de seguridad, comodidad, amplitud, etc. siendo su evolución bien acogida por los usuarios del Autocine, ya que proporciona una serie de mejoras indirectas para la experiencia de ver una película.

## Cultura relacionada con el autocine

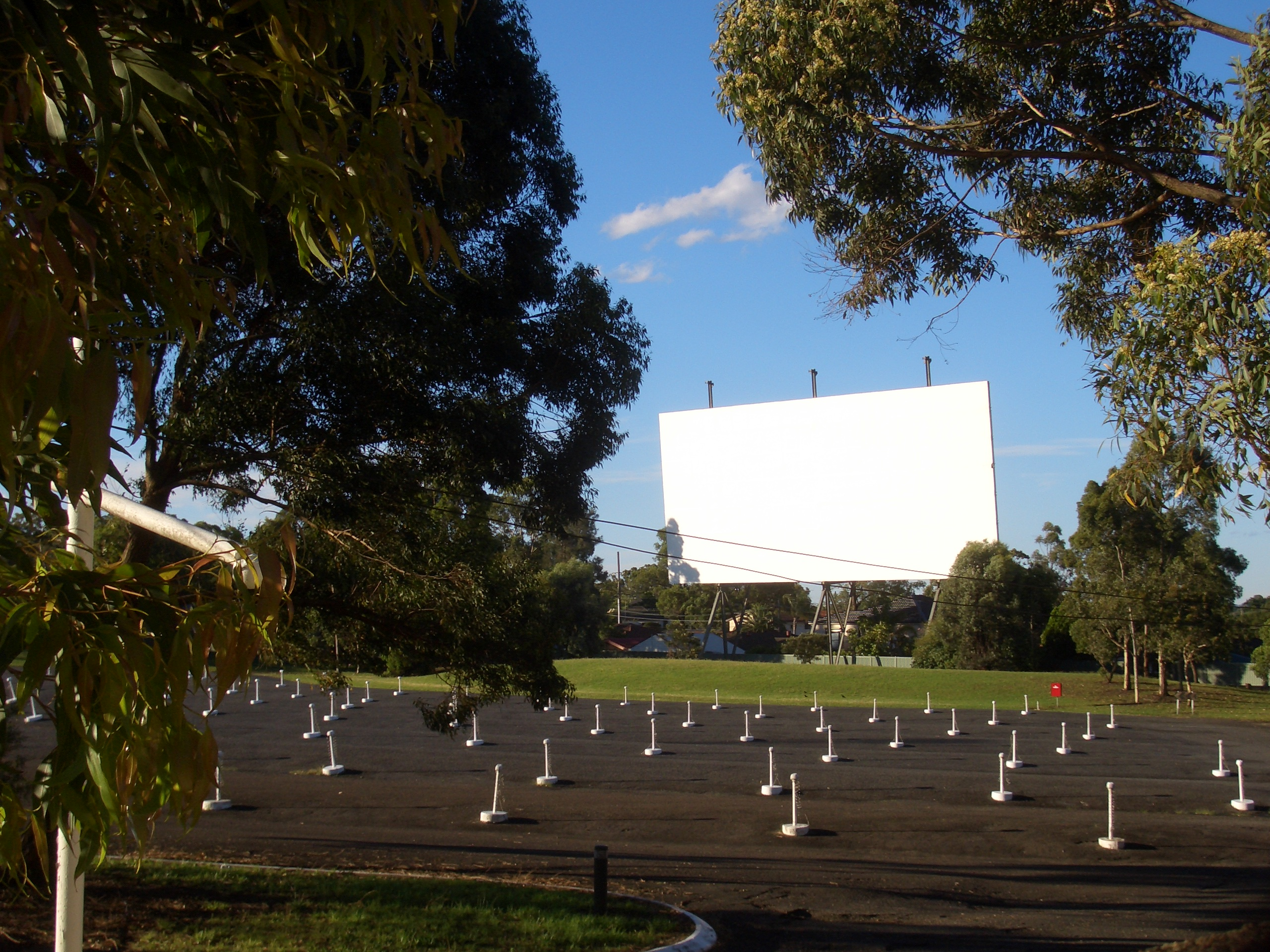
Autocine en Sídney

Lanzados en vídeo, After Sunset: The Life & Times of the Drive-In Theater es un documental de 1995 producido por Samuel Z. Arkoff, dirigido por John Carpenter y critica de Joe Bob Briggs. Shining Stars: Canada's Drive-In Movie Theatres (2004) de Sean C. Karow es el documental definitivo sobre los autocines canadienses.
Los autocines también han sido representados como localizaciones en películas, un ejemplo notable es la película de Peter Bogdanovich, Targets (1968), sobre un veterano actor de cine de miedo (Boris Karloff) haciendo una aparición personal en un autocine mientras un francotirador escondido detrás de la pantalla se prepara para disparar a los espectadores. En Back to the Future Part III, un autocine desocupado es donde el DeLorean es lanzado en el salvaje oeste. Un autocine antiguo es la localización para una toma de Heat (1995)
“Moments to Remember" (momentos a recordar), una serie de cuadros de Randy Welborn, artista de Beaumont, Texas, incluyen dos cuadros de autocines de Beaumont a mediados de los años 1950. "Goin' Steady" depicts the Circle Drive-In, which opened in 1948, and "A Summer Remembered" shows the South Park Drive-In, which opened in Welborn's audio slide shows, he explains the photographic research and painting techniques he uses to recapture the past.
En la película de 2005 Herbie: Fully Loaded, hay una escena donde Maggie Peyton y Kevin reparan a Herbie en un autocine, en el que se muestra una escena de una de las películas de Scary Movie.

### Nombres populares de los autocines
La mayoría de los autocines en sus comienzos simplemente se llamaban "Drive-In Theater", pero según empezaban rápidamente a aparecer en el paisaje, obviamente tenían que ir dando nombres más específicos (por ejemplo el nombre de poblaciones cercanas a las que aparecían o el nombre de la familia de los propietarios). Entre los nombres más populares que fueron utilizados en los Estados Unidos fueron:
- Hi-Way
- Starlite (o Starlight)
- Moonlite (o Moonlight)
- Super ### (el nombre de la ruta estatal o ruta de EE.UU. en la unidad que se encuentra)
- Family
- Valley
- Sunset
- Sky Vue (o variantes)
- Star Vue (o variantes)

### Canciones sobre el autocine
- "Sandy"—Grease soundtrack
- "Drive-In" — Beach Boys
- "Drive-In Movie" — Bob & Justine (of American Bandstand)
- "Drive-In Movie" — Fred Eaglesmith
- "Drive-In Movie" — The Academics
- "Drive-In Romance" — Jimmie R. Vestal
- "Drive-In Show" — Eddie Cochran
- "Jivin' At The Drive-In" — Mark Valentino
- "Kissin' At The Drive-In" — Gary Shelton (Troy Shondell)
- "Pedro & Man At The Drive-Inn" — Cheech & Chong
- "Rain at the Drive-In" — NRBQ
- "Bubblepop Electric" — Gwen Stefani
- "Wake Up Little Susie" - The Everly Brothers
- "Autocine Moonlite" — Facu Tobogán (Álbum "La Feria de Dios y el cine")
- "Rap del Autocine" — Rhapsodia (grupo de merengue venezolano).

### Canciones que hacen mención del autocine
- "Alone At The Drive-In Movie" — Grease Soundtrack
- "Dream Boy" — Annette
- "Drive-In Saturday" — David Bowie
- "Just Like Romeo and Juliet" — The Reflections
- "Let's Make The Most Of Summer" — Fantastic Baggys
- "Moments To Remember" — Four Lads
- "Pink Shoe Laces" — Dodie Stevens
- "I Lost My Heart In A Drive-in Movie" — Jerry Lewis in the movie 'The Patsy'
- "Saturday Night" — The Misfits
- "Summer Of '69" — Bryan Adams
- "Talk Dirty To Me — Poison
- "Those Lazy-Hazy-Crazy Days of Summer" — Nat King Cole
- "Watching Scotty Grow" — Bobby Goldsboro
- "Your Mama Don't Dance" — Loggins & Messina
- "The Great Compromise" — John Prine

## Autocines alrededor del mundo

### España
El primer autocine de España nacía en Madrid en 1959, en la actual alameda de Osuna. Cerró en pocos meses.
Sus propietarios fueron Antonio Garrigues Díaz-Cañabate y Pepín Bello.
También existió un autocine en Barcelona en la autovía de Castelldefels, cerca del aeropuerto del Prat, se denominaba EL AUTOCINE y cerró en los 80.
En la actualidad, existen varios en la Comunidad Valenciana: Autocine STAR en Valencia, autocine DRIVEIN en Denia y Autocine EL SUR en Muchamiel, en Jávea también hay un autocine que solo abre en verano. Además hay otro autocine en Gijón, Asturias.
Otros proyectos fallidos fueron el autocine Canadiense en Sevilla, el autocine de Granada.
Denia al mismo tiempo que se detectaban los primeros vídeos piratas, cuando la mayoría de españoles conducía un Seat y casi 50 años después de que se popularizara su uso en EE UU.
Fue el primero, en la Comunidad Valenciana y el más antiguo que sigue abierto, de la misma época es El Sur y poco después el Star que abrió en 1981 y tiene una capacidad de 400 coches similar al autocine El Sur.
Cuando habitualmente la distancia entre el potente proyector y la pantalla gigante es de 20 o 30 metros, el Drive-In alcanza los 100 metros, un valor añadido gracias al cual el autocine puede competir con las salas tradicionales.
El emplazamiento, una parcela de 12.000 metros cuadrados, fue elegido con esmero. En un cruce de carreteras y bien visible para despertar la curiosidad. Su promotor también partió con un objetivo claro desde el primer momento: desmontar la imagen del autocine americano como un lugar donde las parejitas iban a hacerse arrumacos. Por ello, desde los inicios, Carles Miralles se esmeró en la programación familiar para lograr impulsar su Drive-In como la opción ideal para ver una película en grupo.
La mayoría de ellos se ubican en la Comunidad Valenciana, a orillas del mediterráneo, y en la costa del Cantábrico. En España existen varios en Valencia, Denia, Jávea, Muchamiel, Gijón, Torrelavega (Cantabria), Bilbao y tienen bastante éxito y tienen gran convocatoria: "es un negocio que funciona bien en verano y no tanto en invierno", aclara Germán Martínez, del autocine El Sur.
Suelen tener capacidad para unos 400 coches y normalmente proyectan dos películas.
El autocine El Sur y el Star son de los más conocidos del lugar y van a cumplir casi 30 años de permanencia ininterrumpida. También están el Drive In, el Mar Menor y el Flipper en Murcia, además del Ciudad Jardín en Salamanca, y el Gijón en Asturias.
En 2017, el 24 de febrero se inauguró en Madrid el Autocine Madrid RACE ocupando 25.000m2 y espacio para 350 automóviles, una pantalla de 250m2 y zona de restauración. Está situado en la zona de Chamartín (calle Isla de Java) y estrenó su actividad proyectando la película "Grease" (1978)

### México
El séptimo arte siempre ha sido parte de la cultura mexicana atañó al presidente del país el general Porfirio Díaz ser en el primero en asistir a este nuevo pasatiempo cinematográfico en México. El 6 de agosto de 1896 el presidente General Porfirio Díaz concurrió con su familia y algunos amigos en el Castillo de Chapultepec a una función privada a cargo de los representantes de los Lumière. Se exhibieron no solo las películas que venían de Francia; también se filmaron y proyectaron las que podrían considerarse como los primeros cortos de un cine hecho en México como: Alumnos del Colegio Militar, Doña Carmen Romero Rubio de Díaz en carruaje, entre otras tantas.
La tecnología era bien aceptada, sobre todo si se trataba de invenciones procedentes de Francia por el modelo de nación al que el gobierno profirista anhelaba. Rápidamente las autoridades tomaron medidas para vigilar el nuevo pasatiempo. La primera referencia sobre la reglamentación oficial del cinematográfo principia en 1896; en ese mismo año se exhibió al Ayuntamiento una propuesta de reforma en la que se advertía fijar una cuota para los locales autorizados como salas de exhibición, según el cual "se indicaba que al abrirse un salón de espectáculos, se debía manifestar cupo y clase de localidades; se obligaba a los empresarios a presentar dos ejemplares de los programas al momento de pagar el impuesto(...). El ayuntamiento se reservaba el derecho de clausura, si el espectáculo atentaba contra la moral o las leyes".
Con la realización de películas con temas mexicanos, a cargo de los enviados de Lumière, se había iniciado ya el cine en México, y así, durante los primeros años, muchos empresarios llevaron el cinematógrafo a todos los lugares del país. En estas exhibiciones en ocasiones se añadían amenidades en vivo en las que participaban bailarinas y cantantes. En el año 1899 el cinematógrafo se había instituido en un indiscutible espectáculo popular. "Para 1900, la ciudad (de México) tenía ya veintidós locales, entre salones destinados a la gente decente y carpas destinadas a la plebe".
Esta característica era parte de lo que sucedía en el resto del país. Las ciudades más importantes como Guadalajara, Monterrey y Puebla eran las más conquistadas por los nuevos empresarios cinematográficos.La condicionada elaboración de producciones en México se debía a los acontecimientos existentes, un género de cine-verdad restrictivo a los sucesos que enunciaban la situación porfiriana, ya que nunca trataron brindar evidencias de la inquietud prerrevolucionaria que se estaba emergiendo en el fondo de la sociedad. Esencialmente eran dos tipos de documentales los que se apreciaban en el trabajo de los cinematografistas: uno se enfocaba a captar la vida diaria de la ciudad, sobre todo en la esfera de la estirpe de la época; el otro se ocupaba de resguardar eventos exclusivos, como los protocolos oficiales del presidente Díaz, o las devastaciones producidos por un desastres naturales.
El escapismo que ejercían los primeros cineastas mexicanos estaba totalmente relacionada con el control que practicaba el poder estatal sobre la naciente industria cinematográfica en específico, y sobre la gran mayoría de los medios impresos. Durante la primera etapa del cine ambulante, sobresalieron algunos antecesores del cine nacional, entre ellos Salvador Toscano y Enrique Rosas. Toscano abrió en 1898 la primera sala pública de exposición en México, llamada El Cinematógrafo Lumiere con lo que los propietarios nacionales obtienen una gran participación respecto a sus contrincantes extranjeros en el mercado cinematográfico. Para el año 1910 la mayor participación de las empresas dedicadas a la producción, distribución y exhibición de películas era realizada por mexicanos.
El gobierno formaba parte de la industria sólo de forma superficial. De esta manera el Ayuntamiento de la Ciudad de México se destinaba en materia cinematográfica únicamente a recolectar el pago de impuestos, proporcionar permisos para la apertura de salones, además de examinar que se efectuaran los requerimientos salubres creados para la exhibición; así la política del Ayuntamiento no ejecutaba una reprimenda reglamentada, pues se empleaba dependiendo de los criterios del funcionario en turno, no obstante era generalmente poco el material que por contenido político o "inmoral" se podía producir.
El cine en México tiene un gran auge con la Época de Oro con estrellas de cine nacional como Jorge Negrete, María Félix, Mario Moreno “Cantinflas” entre otros; pero el auge de la televisión no solo acontecía en Estados Unidos, México era partícipe de este suceso lo cual obligaría a la industria cinematográfica a mejorar sus transmisiones pero este mejoramiento implicaba grandes costos y la economía mexicana impedía obtener esta tecnología y su fin llega por las mismas causas que en los otros países donde estaban presentes, entre ellas el incremento de precio o renta en bienes raíces o terreno asimismo la aparición y desarrollo de nuevas tecnologías, la suma de estos factores hacen que llegue a su fin aproximadamente en el año 1980.
Nace el autocine en todo el mundo y en México en donde son accesibles para las familias mexicanas por su bajo costo en los que se proyectaban películas tanto nacionales como extranjeras. Existían una gran cantidad de éstos repartidos por todo el país, y su fin llega por las mismas causas que en los otros países donde estaban presentes, entre ellas el incremento de precio o renta en bienes raíces o terreno asimismo la aparición y desarrollo de nuevas tecnologías, la suma de estos factores hacen que llegue a su fin aproximadamente en el año 1980.
Durante el 2012 un grupo de jóvenes mexicanos consuma la apertura de un autocine con el concepto de los años 50´s pero utilizando tecnología actual; su nombre hace referencia al coyote.
Las características con las que se mejora y adapta el autocine en México son diferentes a las que este tenía en sus inicios, el nuevo concepto tiene optimizas propias de la actualidad, cuenta con un mirador en el cual se aprecia una vista panorámica de la Ciudad de México donde la nueva experiencia brinda noches temáticas, presentaciones en vivo, conciertos, los personajes de las películas cobran vida. No dejando a un lado los aspectos que caracterizaban a los primeros autocines; el servicio de dulcería y cafetería esta presente pero de forma más personalizada, como lo exige el público actual siendo hasta la comodidad de los autos, una zona lounge donde también se puede disfrutar de la película para aquellos que deseen estar al aire libre.
Gracias al retorno de este concepto se promueve revivir la experiencia de asistir a un autocine retomando el esquema de ver cintas desde el auto, en una pantalla al aire libre, como ocurría a mediados del siglo pasado y sigue ocurriendo en países europeos, transmitiendo filmes de varios géneros pero básicamente clásicos, reviviendo el éxito de las cintas más taquilleras de la historia. La cartelera se elige a través de la opinión del público mediante la página web y redes sociales.
Con esto comienza una nueva fase del autocine en México que surge después de 30 años de ausencia.

## Curiosidades

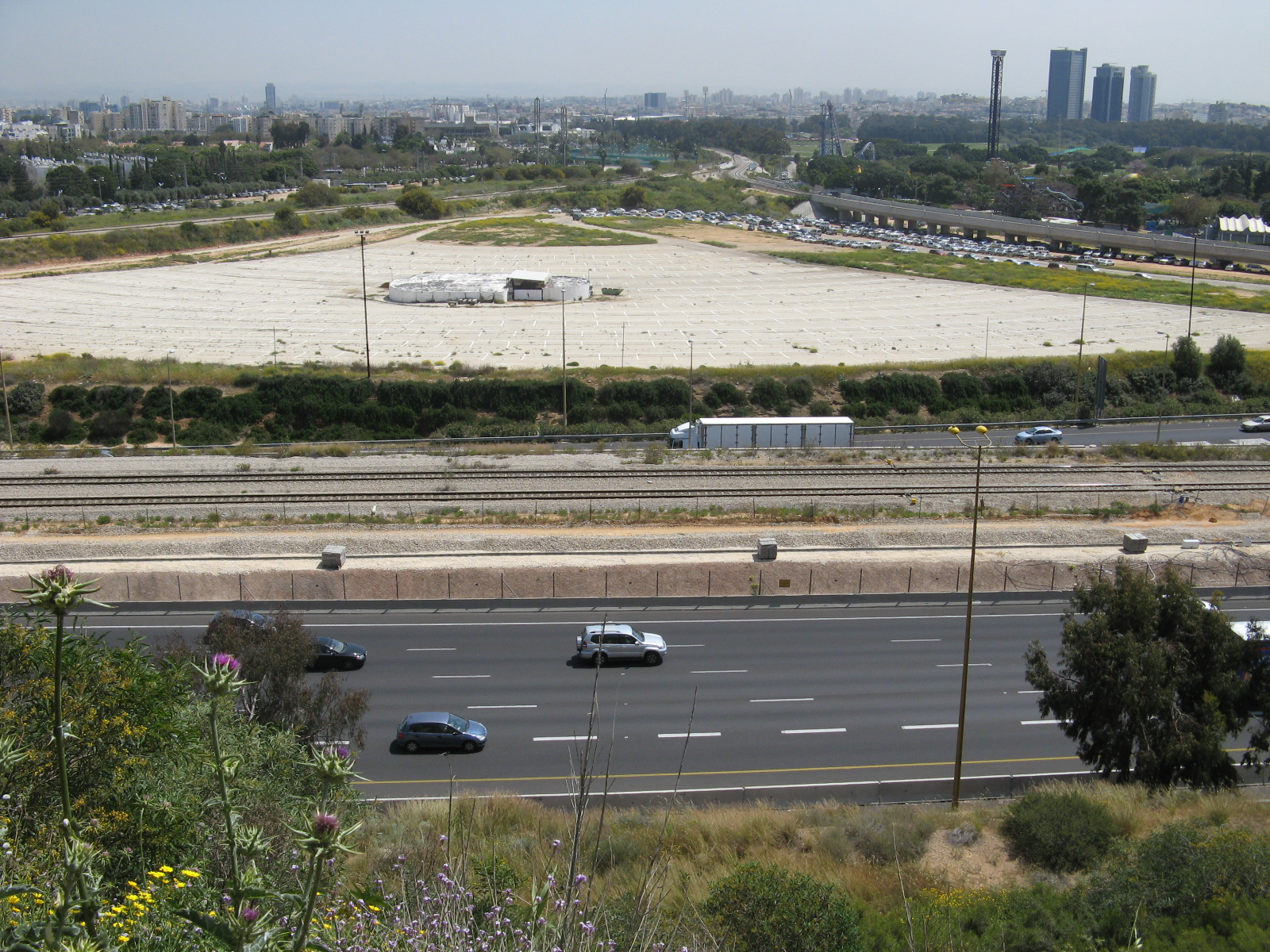
Tel Aviv Autocine

El arquitecto Richard Neutra realizó incluso un proyecto de una autoiglesia para una ciudad de Estados Unidos.
Hay que decir que uno de los motivos por los que Richard M. Hollingshead, el inventor del autocine, creó el primer autocine es el debido a la obesidad extrema de su madre, la cual no podía acudir a una sala de cine debido a que no cabía en las butacas. Con su nueva idea, su madre, al igual que otras muchas personas orondas podían disfrutar de una actividad tan usual en nuestra época como ir al cine.